# Nyingchi
Nyingchi (tyb. ཉིང་ཁྲི་, Wylie nying-khri, ZWPY Nyingchi; chiń. 林芝; pinyin Línzhī) – miasto na prawach prefektury w Chinach, w Tybetańskim Regionie Autonomicznym. W 1999 roku liczyło 147 063 mieszkańców.
4 kwietnia 2015 roku Rada Państwa zadecydowała o przekształceniu prefektury Nyingchi w miasto na prawach prefektury.

## Podział administracyjny
Prefektura miejska Nyingchi podzielona jest na:
- dzielnicę: Bayi
- 6 powiatów: Gongbo'gyamda, Mainling, Mêdog, Bomi, Zayü, Nang.